# Acapulco (serie televisiva)
Acapulco è una serie televisiva creata da Austin Winsberg, Eduardo Cisneros e Jason Shuman, ispirata a How to Be a Latin Lover (2017). La serie è in onda su Apple TV+ dall'8 ottobre 2021.

## Episodi
| Stagione         | Episodi | Pubblicazione USA | Pubblicazione Italia |
| ---------------- | ------- | ----------------- | -------------------- |
| Prima stagione   | 10      | 2021              | 2021                 |
| Seconda stagione | 10      | 2022              | 2022                 |
| Terza stagione   | 10      | 2024              | 2024                 |

## Produzione

### Sviluppo
Nel dicembre 2020, Apple ha annunciato la realizzazione della serie Acapulco, creata da Austin Winsberg, Eduardo Cisneros e Jason Shuman ispirandosi al film del 2017 How to Be a Latin Lover. Venne detto che Winsberg sarebbe stato lo showrunner, insieme a Chris Harris, che sono entrambi produttori esecutivi insieme a Shuman, Cisneros, Eugenio Derbez, Benjamin Odell, Eric Tannenbaum e Kim Tannenbaum.
Inizialmente, Gaz Alazraki doveva essere il produttore esecutivo e dirigere l'episodio pilota, ma nel marzo 2021 è stato riferito che Richard Shepard avrebbe invece diretto l'episodio pilota.
La serie è stata presentata in anteprima su Apple TV+ l'8 ottobre 2021.

### Casting
Quando la serie è stata ordinata nel dicembre 2020, Eugenio Derbez è stato annunciato come headliner. Nel marzo 2021 Enrique Arrizon, Raphael Alejandro, Damián Alcázar e Camila Perez si sono uniti al cast. Inoltre, Jessica Collins, Chord Overstreet, Vanessa Bauche, Rafael Cebrián, Fernando Carsa e Regina Reynoso si sono uniti nell'aprile 2021.

### Riprese
La produzione è iniziata il 7 aprile 2021 a Puerto Vallarta, in Messico, e le riprese sono terminate il 20 giugno 2021.